# Stenodyneroides politiclypeus
Stenodyneroides politiclypeus är en stekelart som först beskrevs av Schulthess 1914.  Stenodyneroides politiclypeus ingår i släktet Stenodyneroides och familjen Eumenidae. Inga underarter finns listade i Catalogue of Life.